# Xian de Gu'an
Le xian de Gu'an (固安县 ; pinyin : Gù'ān Xiàn) est un district administratif de la province du Hebei en Chine. Il est placé sous la juridiction de la ville-préfecture de Langfang.

## Démographie
La population du district était de 397 656 habitants en 1999.